# Гроно консерваторів Східної Галичини
Гроно консерваторів Східної Галичини — пам'яткоохорона установа, яка займалася охороною, збереженням та реставрацією пам'яток Східної Галичини. Існувала протягом 1889—1923 років у Львові.

## Історія
1848 року в річці Збруч біля Гусятина виявлено Збручанський ідол, який з ініціативи майбутнього консерватора Кола консерваторів Східної Галичини Мечислава Потоцького був переданий до Краківського наукового товариства.
1850 року у Відні створена «Центральна комісія для вивчення і збереження історичних будівель» для охорони пам'яток Австрійської імперії, до складу якої входила Галичина. 1873 року Центральна комісія реорганізована в Центральну комісію для вивчення і консервації пам'яток історії та мистецтва, яка розділювалася на три секції: археологічну, пам'яток архітектури та мистецтва і архівних пам'яток.
24-25 травня 1888 року в будівлі Національного музею в Кракові відбувся Перший з'їзд консерваторів Галичини. Під час засідання було прийнято ухвалу про створення організацій в Східній та Західній Галичині, які мають допомагати і координувати консерваторів та кореспондентів щодо коштів, які щорічно виділяв Галицький крайовий сейм для утримання та реставрації пам'яток. Їх виконавчі органи (комітети) розташовувалися у Львові та Кракові. Також на з'їзді прийняли ухвалу про початок інвентаризації історичних пам'яток та укладення карти консерваторських округів.
Восени 1889 року у Львові східногалицькі консерватори і кореспонденти заснували організацію «Коло консерваторів Східної Галичини», яку в 1905 році перейменовано в «Гроно консерваторів Східної Галичини».
17 грудня 1889 року в Кракові західногалицькими консерваторами та кореспондентами засновано «Гроно консерваторів Західної Галичини», яке очолив Юзеф Лепковський.
1911 року відповідно до реформи в Галичині було засновано посаду єдиного державного консерватора, яка перетворила Львівське «Гроно» на товариство любителів старовини. 1916 року східногалицькі консерватори на засіданні вирішили реорганізувати власну організацію в «Крайове гроно консерваторів Східної Галичини». 1923 року пам'яткоохорона установа припинила своє існування.
Протягом 1892, 1900, 1902—1910 років при Гроні консерваторів Східної Галичини видано три томи видання «Консерваторська тека».
У різні роки в організації працювали Ксаверій Ліске, Антоній Шнайдер, Адам Кіркор, Олександр Чоловський-Сас, Ізидор Шараневич, Владислав Пшибиславський, Влодзімеж Антоневич, Богдан Януш, Теодор Мар'ян Тальовський, Войцех Кентшинський, Юліан Захаревич, Олександр Колесса, Євген Барвінський та інші.

## Керівники
- Францішек Строїнський (1856—1859),
- Адольф Вольскрім (1859),
- Мечислав Потоцький (1864—1878),
- в. о. Юзеф Лепковський[pl] (1878),
- Войцех Дідушицький (1879),
- Владислав Лозинський (1889—1898),
- Людвік Цвіклінський (1898—1902),
- Людвік Фінкель (1902—1907),
- Владислав Абрагам (1907—1912),
- Карел Гадачек (1912—1914),
- Тадеуш Щидловський (1914—1916),
- Владислав Абрагам (1916—1920)
- в. о. Юзеф Піотровський (1920).